# San Isidro (Tumbes)
San Isidro es una villa peruana ubicada en el distrito de Corrales, perteneciente a la provincia y el departamento de Tumbes, al norte del Perú. 

## Ubicación
San Isidro se ubica al noroeste de la provincia de Tumbes, en el distrito de Corrales, en el departamento de Tumbes.

## Demografía
En 2017 San Isidro tenía una población de 3287 habitantes.
| Gráfica de evolución demográfica de San Isidro entre 1993 y 2017 |
|                                                                  |
| Fuentes: Población 1993 y 2017                                   |